# Konrad av Montferrat
Konrad av Montferrat, född cirka 1146, död 28 april 1192, var markgreve av Montferrat i Monferrato och kung av Jerusalem 1190-1192.
Konrad var son till markis Vilhelm av Montferrat. Han gjorde sit sig tidigt ett namn i äventyrliga företag och ingick giftermål med den av honom understödde kejsar Isaac II Angelos syster Teodor och utnämndes av Isak till cæsar. Efter Saladins seger i slaget vid Tiberas 1187 begav sig Konrad till Palestina, bekämpade Saladin och blev markis av Tyros. Efter att i ett andra giftermål ha gift sig med arvtagarinnan till Jerusalem Isabella gjorde han anspråk på detta kungarike.